# Юр'ївська загальноосвітня школа
Юр'ївська загальноосвітня школа І-ІІІ ступенів — україномовний навчальний заклад І-III ступенів акредитації у смт Юр'ївка, Юр'ївського району Дніпропетровської області.

## Загальні дані
Юр'ївська загальноосвітня школа І-ІІІ ступенів розташована за адресою: вул. Центральна , 110, смт Юр'ївка (Юр'ївський район) — 51300, Україна.
Директор закладу —Бакай Любов Олексіївна, "Старший вчитель". Нагороджений грамотами управління освіти Дніпропетровської облдержадміністрації та Юр'ївської райдержадміністрації. Очолює школу з 2000 року. 
Мова викладання — українська.
Профільна направленість:  здійснення профільного навчання за суспільно-гуманітарним
профілем. 
Для всебічного розвитку школярів обладнано: 6 кабінетів початкових класів, 14 навчальних кабінетів, 2 кабінети інформатики, кабінет музики, спортивний зал, майстерня по обробці дерева і металу, бібліотека, музей бойової слави, кабінет психолога.

## Історія
У 1898 році в Юр’ївці було відкрито церковно-приходську школу. В ній було три класи, всіх учнів навчав один вчитель-дяк місцевої церкви. До школи ходили діти заможних селян, тому в ній навчалося не більше двадцяти дітей. Учні вивчали буквар, псалтир, старослов’янську мову, історію. 
У 1910 році на гроші громади було побудовано земську двокласну школу. В ній було шість класів: 1- 4 – перший клас, 5-6 – другий клас. Це дало можливість селянам середнього достатку вчити грамоти своїх дітей протягом року, а бідним – взимку, коли закінчувалися сільськогосподарські роботи. У 1919 році школа стала називатися вищою початковою, в якій було 7 класів, а в 1920 році було відкрито 8 клас. Це була єдина школа в Юр’ївському повіті. Тут навчалися діти з усіх сіл повіту та Близнюківського повіту Харківської області.
Починаючи з 1923 року, коли Юр’ївка стала районним центром, Юр’ївська школа стала кузнею підготовки освіченої молоді всього району. У 1937 році було відкрито 9 клас, в цьому ж році було збудовано ще одне приміщення школи. А в 1939 році школа випустила своїх перших випускників з середньою освітою. Під час Німецько-радянської війни приміщення школи були зруйновані фашистами, але завдяки самовідданій праці жителів школа почала працювати через тиждень після визволення Юр’ївки. Відроджувалась Юр’ївка, зростала кількість учнів у школі. У 1966 році було збудовано нову триповерхову красуню на 550 учнівських місць.
9 квітня 1985 року Постановою Ради Міністрів «Про присвоєння імен учбовим і культурно-освітнім закладам» та наказом від 22 квітня 1985 року Міністерства освіти України школі було присвоєно ім’я Героя Радянського Союзу Дмитра Павловича Запорожченка, погруддя якого височить на постаменті біля школи. 
В школі працювали заслужені вчителі України: Палеха О.П., Громадський Ф.П., Мельник Й.П., Сукоркіна М.Д., Профатілов П.Й. та інші. З 1977 року по 2000 рік очолював школу Сердечний Микола Олександрович. З 2000 року директором Юр’ївської середньої загальноосвітньої школи є Ананченко Олег Борисович. 
Гордістю школи є випскники: Микрух Микола Миколайович, Чухальонок Микола Васильович, Гудзенко Валерій Миколайович, Молоков Станіслав Вікторович, І.Я. Сахань – колишній Міністр праці і соціальної політики, Ф.М. Муравченко – Герой України, академік, колишній генеральний конструктор ЗМКБ «Прогрес», А.С. Коркішко – відомий воєначальник, котрий тривалий час обіймав посаду в Міністерстві оборони України, а після виходу на пенсію працював в Академії Збройних сил України, М.П. Бузоверя – доктор технічних наук та фізико-математичних наук, П.І. Журавель – військовий аташе в Англії, США, Угорщини, В.І. Василенко – Радник Президента Росії з питань протоколу в романських країнах, котрий багато років був дипломатом, В.М. Бугай – Заслужений майстер спорту СРСР.